# Mari-Ann Klougart
Mari-Ann Klougart, født Bloch-Jørgensen (født 27. april 1947) er en dansk tennisspiller, der repræsenterede Danmark i seks holdkampe i Fed Cup i perioden 1972-74, og som har vundet 25 individuelle Danmarksmesterskaber i tennis, heraf fem i damesingle, 18 i damedouble og to i mixed double. Hun vandt den første titel som 18-årig i 1965, mens den sidste DM-titel blev vundet i 1977.

## Fed Cup
Mari-Ann Klougart repræsenterede Danmark i Fed Cup i seks holdkampe i perioden 1972-74. I de seks holdkampe spillede hun i alt syv kampe, hvori hun opnåede to sejre og fem nederlag, heraf en sejr og to nederlag i single samt en sejr og tre nederlag i double.

## Internationale resultater

### Double
Turneringssejre
| Dato               | Sted               | Kategori                | Underlag  | Makker              | Modstandere                          | Resultat      |
| ------------------ | ------------------ | ----------------------- | --------- | ------------------- | ------------------------------------ | ------------- |
| 10. september 1973 | Ankara, Tyrkiet    | ?                       | Grus      | Anne-Mette Sørensen | Helena Anliot Ann-Charlotte Dahlberg | 6-4, 5-7, 6-3 |
| 16. januar 1976    | København, Danmark | Skandinavisk mesterskab | Indendørs | Dorte Ekner         | Ellen Grindvold Anne-Mette Sørensen  | 6-3, 7-5      |

## Nationale resultater
Mari-Ann Klougart har vundet 25 individuelle Danmarksmesterskaber i tennis i perioden fra 1965 til 1977, heraf fem i single, 18 i damedouble og to i mixed double.
- Udendørs-DM i tennis
  - Damesingle
    -  Guld (3): 1965, 1969, 1971.

  - Damedouble
    -  Guld (8): 1966 (m. Pia Balling), 1967, 1968 (m. Milly Vagn Nielsen), 1969, 1972, 1973 (m. Gitte Ejlerskov), 1971 (m. Inge Christensen), 1974 (m. Anne-Mette Sørensen).

  - Mixed double
    -  Guld (1): 1970 (m. Knud Erik Kundby Nielsen).

- Indendørs-DM i tennis
  - Damesingle
    -  Guld (2): 1969, 1975.

  - Damedouble
    -  Guld (10): 1966 (m. Pia Balling), 1968, 1969 (m. Milly Vagn Nielsen), 1970, 1976, 1977 (m. Dorte Ekner), 1971, 1972, 1973 (m. Gitte Ejlerskov), 1974 (m. Anne-Mette Sørensen).

  - Mixed double
    -  Guld (1): 1971 (m. Knud Erik Kundby Nielsen).

## Priser
- Dansk Tennis Forbunds Landskampsnål (1965).